# Lol Crawley
Laurie "Lol" Crawley (Shrewsbury, 2 de novembro de 1974) é um diretor de fotografia britânico. Ele é conhecido por suas colaborações com o diretor Brady Corbet em filmes como The Childhood of a Leader (2015), Vox Lux (2018) e The Brutalist (2024), que lhe renderam o BAFTA e o Oscar de melhor fotografia.
Seus outros trabalhos também incluem Ballast (2008), Four Lions (2010), 45 Years (2015), The Humans (2020) e White Noise (2022), bem como a série da BBC Two The Crimson Petal and the White (2011) e as séries da Netflix The OA (2016) e Black Mirror (2017).

## Vida pessoal
Lol Crawley nasceu em Shrewsbury, Shropshire, e cresceu em Llansantffraid-ym-Mechain, País de Gale , com seus pais e duas irmãs mais velhas, uma das quais é a escritora e historiadora Fay Bound Alberti. Ele estudou no Ysgol Llanfyllin e no Oswestry College e concluiu um BTEC National Diploma em Estudos Audiovisuais no The North East Wales Institute, antes de estudar na Northumbria University, onde obteve um BA Hons.
Ele é visto como uma inspiração para os alunos de Ysgol Llanfyllin, com o atual diretor, Dewi Owen, citado no Borders Counties Advertizer dizendo:
"A jornada de Lol de um aluno em Ysgol Llanfyllin para um diretor de fotografia internacionalmente celebrado é uma inspiração para nossos alunos e para a comunidade em geral. Seu sucesso destaca o incrível potencial dos jovens de nossa escola e área local para alcançar a grandeza nas indústrias criativas e além."